# 2007年世界房車錦標賽西班牙站
2007年世界房車錦標賽西班牙站是2007年度世界房車錦標賽的第三站賽事，正式比賽在2007年5月20日於西班牙里卡度拖姆賽道上舉行。這是歷來第三次在西班牙舉行賽事。兩個回合均由N.Technology車隊的湯臣勝出。